# 백정새속
백정새(butcherbird)는 숲제비과 백정새속(Cracticus)에 속하는 까치를 닮은 새들을 이름이다. 오스트레일리아 원산이다.
백정새들은 신장 30 ~ 40 센티미터의 큰 명금류로, 깃털 색깔은 대개 흑백 또는 회색 섞인 흑백이다. 백정새는 대부분 충식성 새지만 경우에 따라 장지뱀 등 작은 척추동물을 먹기도 한다. 백정새는 오스트레일리아 생태계에서 구대륙의 때까치와 비슷한 위치를 차지하고 있으나, 습성이 비슷할 뿐 유전적으로는 전혀 관계가 없다.

## 하위 종
- 검은백정새 (Cracticus quoyi)
- 회색백정새 (Cracticus torquatus)
- 은색등백정새 (Cracticus argenteus) - 회색백정새의 아종으로 분류하기도 한다.
- 두건백정새 (Cracticus cassicus)
- 검은등백정새 (Cracticus mentalis)
- 타굴라백정새 (Cracticus louisiadensis)
- 얼룩무늬백정새 (Cracticus nigrogularis)